# Montanhas Blue (Oregon)
As Montanhas Blue (em português: Montanhas Azuis) são uma cordilheira da América do Norte estendendo-se pelos estados de Oregon (parte nordeste do estado) e Washington (parte sudeste do estado). A cordilheira ocupa cerca de 10500 km2, entre Pendleton, no Oregon, e o rio Snake ao longo da fronteira entre Oregon e Idaho. O seu ponto mais alto é o Rock Creek Butte com 2776 m de altitude, seguido pelo Pico Elkhorn com 2722 m.
Nesta cordilheira fica a maior colónia de Armillaria solidipes que constitui a mais extensa área ocupada por organismos.
Em meados do século XIX, as montanhas Blue foram um terrível obstáculo no Oregon Trail e eram a última cadeia de montanhas da América que os pioneiros tinham que cruzar antes de chegar, tanto ao sudeste de Washington perto de Walla Walla, como passando pela garganta do rio Columbia até ao final da rota do Oregon no Vale do Willamette, perto de Oregon City.